# Établissements Guet et Huis
Établissements Guet et Huis war ein französischer Hersteller von Automobilen.

## Unternehmensgeschichte
Das Unternehmen aus Lille begann 1901 mit der Produktion von Automobilen. Der Markenname lautete Express. 1905 endete die Produktion.